# حمزانلو (ألاداغ)
حمزانلو (بالفارسية: حمزانلو) هي قرية تقع في إيران في قسم ألاداغ الريفي. يقدر عدد سكانها بـ 734 نسمة بحسب إحصاء 2016.